# Mikoyan MiG-29SMT
Mikoyan MiG-29SMT là một loại máy bay tiêm kích đa năng thế hệ 4.5 (hay còn gọi là 4+) hiện đại do Nga chế tạo. MiG-29SMT là một phiên bản nâng cấp và hiện đại hóa sâu của dòng Mikoyan MiG-29, được thiết kế và sản xuất bởi Tập đoàn Máy bay Nga MiG (RAC MiG).
Máy bay hiện đại hóa được trang bị vũ khí không đối không và không đối đất có điều khiển, độ chính xác cao giúp mang lại khả năng tác chiến hiệu quả trước các loại mục tiêu trên không, trên mặt đất và trên biển. Các nâng cấp chính bao gồm buồng lái nâng cao, hệ thống điện tử hàng không, thùng nhiên liệu phụ, động cơ và tăng tải trọng vũ khí.

## Lịch sử
Chuyến bay đầu tiên của nguyên mẫu MiG-29SMT thực hiện vào tháng 4 năm 1998. Việc sản xuất hàng loạt dòng máy bay chiến đấu này bắt đầu vào năm 2004.

## Thông số kỹ thuật

### Đặc điểm chung
- Phi hành đoàn: 1 phi công
- Chiều dài: 17,37 m (57 ft)
- Sải cánh: 11,4 m (37 ft 3 in)
- Chiều cao: 4,73 m (15 ft 6 in)
- Diện tích cánh: 38 m² (409 ft²)
- Trọng lượng rỗng: 11.000 kg (24.250 lb)
- Trọng lượng cât cánh: 15.300 kg (33.730 lb)
- Trọng lượng cất cánh tối đa: 20.000 kg (44.100 lb)
- Động cơ: 2 x Klimov RD-33 turbofans, lực đẩy 8.300 kgf (81,4 kN, 18.300 lbf) mỗi chiếc
- Radar: Phazotron N019 Radar , N010 radar

### Khả năng cơ động
- Tốc độ tối đa: Mach 2,25 (2.400 km/h, 1.490 mph). Ở độ cao thấp: Mach 1.25 (1.500 km/h, 930 mph)
- Tầm bay khi không có thùng nhiên liệu phụ: 1.430 km (772 nmi)
- Tầm bay khi có thùng nhiên liệu phụ: 2.100 km (1.300 dặm)
- Trần bay: 18.013 m (59.100 ft)
- Tốc độ leo cao: 330 m/s
- Tải trọng cánh: 403 kg/m² (82 lb / ft²)
- Lực đẩy/trọng lượng: 1,09

### Vũ khí
- 1 pháo bắn nhanh GSh-30-1 cỡ nòng 30 mm cơ số 150 viên đạn
- 7 mấu treo vũ khí gồm 6 mấu treo dưới cánh, 1 mấu dưới thân máy bay mang tải trọng 3,5 tấn vũ khí:

#### Vũ khí không đối không
- Tên lửa tầm ngắn R-60 (AA-8 Aphid)
- Tên lửa tầm trung R-27 (AA-10 Alamo)
- Tên lửa tầm ngắn R-73 (AA-11Archer)
- Tên lửa tầm trung R-77 (AA-12" Adder)
- S-24
- Kh-25
- Kh-29

#### Vũ khí không đối đất

##### Bom
- FAB 500-M62
- FAB-1000

##### Rockets
- S-5 cỡ 57 mm
- S-8 cỡ 80 mm
- S-13 cỡ 122 mm
- S-24 cỡ 240 mm

##### Tên lửa
- Kh-25
- Kh-29

Avionics
- Phazotron N019 Radar , N010 radar

 NgaKhông quân Nga
 AlgérieKhông quân Algeria
 Ấn ĐộKhông quân Ấn Độ
 YemenKhông quân Yemen
 PerúKhông quân Peru - Hợp đồng được ký vào ngày 12 tháng 8 năm 2008 với trị giá là 106 triệu USD, để nâng cấp 8 chiếc MiG-29S lên chuẩn SMT với tên gọi MiG-29SMP.

## Tai tiếng
Hợp đồng giữa Algérie và Rosoboronexport của Nga cung cấp 34 chiếc MiG-29SMT đã được ký kết năm 2006. Giá trị hợp đồng, theo nguồn tin không chính thức, đạt 1,28 tỷ USD. Năm 2006-2007, Algérie đã nhận 15 chiếc MiG-29 nhưng sau đó nước này ngừng tiếp nhận sau khi tuyên bố hàng loạt lỗi kỹ thuật trên máy bay. Cuối cùng, Algérie đã trả lại máy bay cho Nga. Phía Algérie khi đó đã khẳng định có những vấn đề về chất lượng và một số chiếc được lắp ráp từ đồ cũ. MiG-29 bắt đầu được đưa vào trang bị từ những năm 1980 và kho dự trữ các chi tiết và bộ phận của loại máy bay này vẫn còn nhiều nên tập đoàn MiG đã sử dụng các bộ phận này để lắp cho những chiếc MiG-29 bán cho Algérie. Vụ việc sau đó đã được điều tra và phát hiện.